# Quan hệ Trung Quốc – Nhật Bản

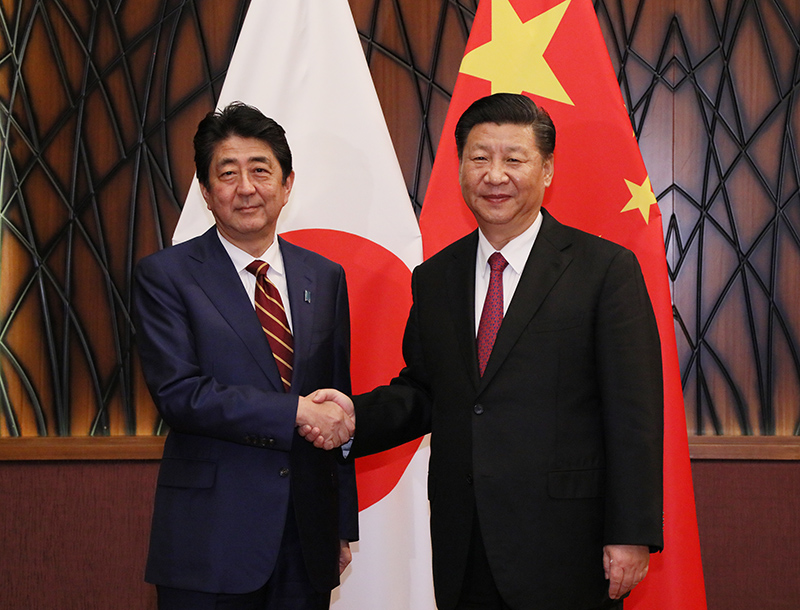
Thủ tướng Nhật Bản Shinzō Abe (trái) và Chủ tịch Trung Quốc Tập Cận Bình (phải) gặp nhau tại Đà Nẵng, Việt Nam vào tháng 11 năm 2017.

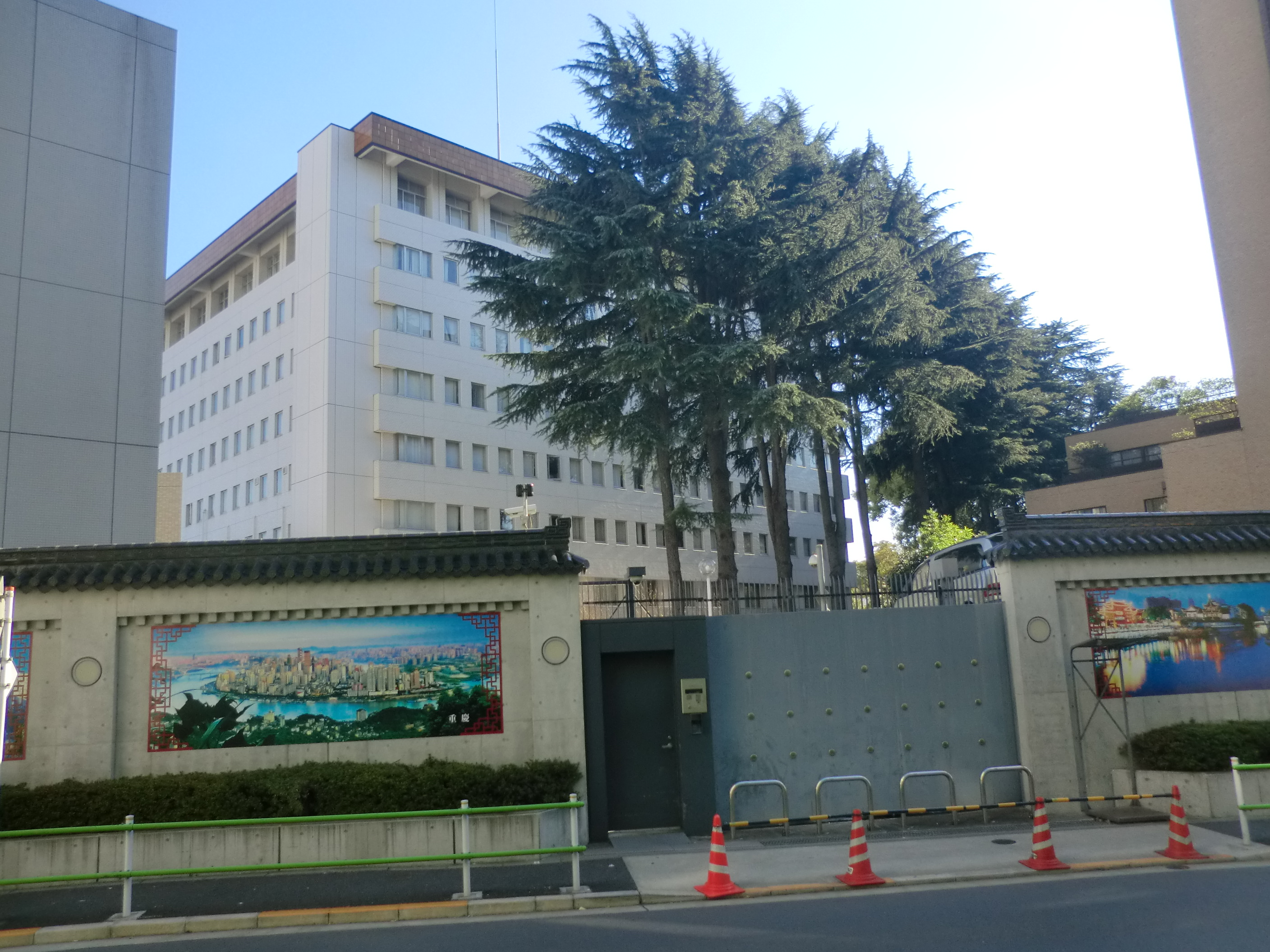
Đại sứ quán Trung Quốc tại Nhật Bản.

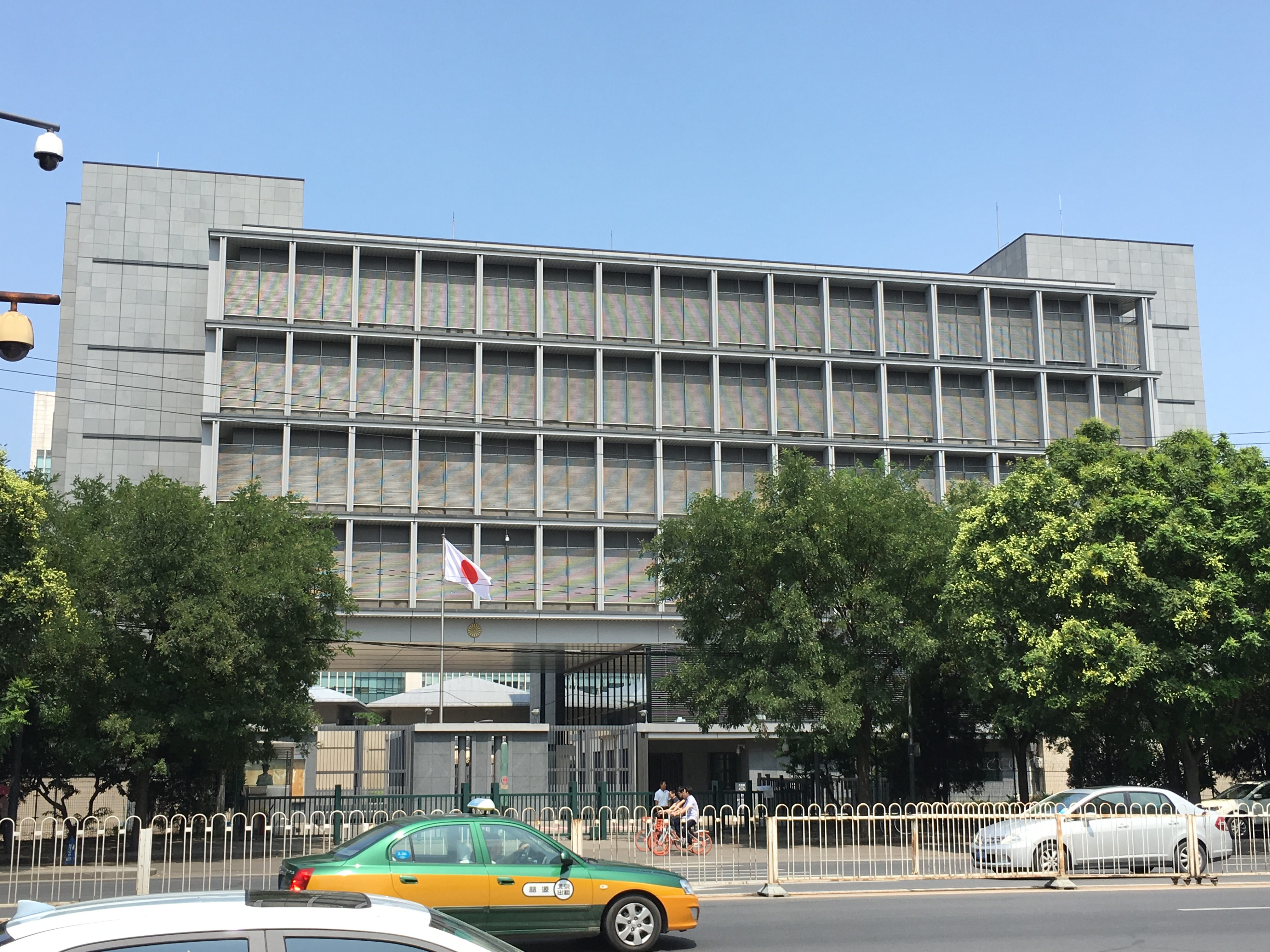
Đại sứ quán Nhật Bản tại Trung Quốc.

Quan hệ Nhật Bản–Trung Quốc (giản thể: 中日关系; phồn thể: 中日關係; bính âm: Zhōngrì guānxì; tiếng Nhật: 日中関係, đã Latinh hoá: Nitchū kankei) đề cập đến quan hệ quốc tế giữa Cộng hòa Nhân dân Trung Hoa và Nhật Bản Quốc. Các quốc gia được ngăn cách về mặt địa lý bởi Biển Hoa Đông. Nhật Bản đã bị ảnh hưởng mạnh mẽ trong suốt lịch sử của Trung Quốc với ngôn ngữ, kiến trúc, văn hóa, tôn giáo, triết học và pháp luật. Khi mở cửa quan hệ thương mại với phương Tây vào giữa thế kỷ 19, Nhật Bản đã lao mình qua một quá trình Tây phương hóa tích cực trong cuộc cải cách Minh Trị năm 1868 thông qua các ảnh hưởng văn hóa Tây Âu, và bắt đầu xem Trung Quốc như một sự cổ hủ nền văn minh, không thể tự bảo vệ mình trước các lực lượng phương Tây một phần do chiến tranh nha phiến lần thứ nhất và chiến tranh nha phiến lần thứ hai và cuộc chinh phạt Anh-Pháp từ những năm 1860 đến những năm 1880.
Theo chính phủ Trung Quốc, đôi khi mối quan hệ giữa Trung Quốc và Nhật Bản đã bị căng thẳng do Nhật Bản từ chối thừa nhận quá khứ thời chiến làm hài lòng của Trung Quốc. Tuy nhiên, theo chính phủ Nhật Bản, việc mở rộng Quân Giải phóng Nhân dân và các hành động quyết đoán của nó đã gây tổn hại cho mối quan hệ song phương. chủ nghĩa xét lại các bình luận được đưa ra bởi các quan chức nổi tiếng của Nhật Bản và một số sách giáo khoa lịch sử Nhật Bản liên quan đến cuộc vụ thảm sát năm 1937 tại Nam Kinh. Quan hệ Trung-Nhật ấm lên đáng kể sau khi Shinzō Abe trở thành Thủ tướng Nhật Bản vào tháng 9 năm 2006, và một nghiên cứu lịch sử chung do Trung Quốc và Nhật Bản thực hiện đã công bố một báo cáo vào năm 2010 chỉ ra một sự đồng thuận mới về vấn đề của tội ác chiến tranh của Nhật Bản. Tranh chấp quần đảo Senkaku cũng dẫn đến một số cuộc chạm trán thù địch ở Biển Hoa Đông, những lời hùng biện nóng bỏng, và các cuộc bạo loạn ở Cộng hòa Nhân dân Trung Hoa.
Các nền kinh tế Trung Quốc và Nhật Bản là các nền kinh tế là thế giới nền kinh tế lớn thứ hai và thứ ba theo GDP danh nghĩa. Ngoài ra, các nền kinh tế Trung Quốc và Nhật Bản là nền kinh tế lớn thứ nhất và thứ tư theo GDP theo sức mua tương đương thế giới. Năm 2008, kim ngạch thương mại Trung Quốc-Nhật Bản đã tăng lên 266,4 tỷ USD, tăng 12,5% vào năm 2007, đưa Trung Quốc và Nhật Bản trở thành đối tác thương mại hai chiều hàng đầu. Trung Quốc cũng là điểm đến lớn nhất cho xuất khẩu của Nhật Bản trong năm 2009. Kể từ khi kết thúc Thế chiến II, quan hệ Trung-Nhật vẫn bị sa lầy trong căng thẳng. Đây là một tình huống có nguy cơ bùng phát một cuộc xung đột ở châu Á. Sự thù hằn giữa hai quốc gia này bắt nguồn từ lịch sử chiến tranh Nhật Bản và chủ nghĩa đế quốc và tranh chấp trên biển ở Biển Hoa Đông (Xing, 2011). Do đó, nhiều như hai quốc gia này là đối tác kinh doanh chặt chẽ, có một sự căng thẳng ngầm, mà các nhà lãnh đạo từ cả hai bên đang cố gắng dập tắt. Chủ tịch Trung Quốc Tập Cận Bình và Thủ tướng Nhật Bản Abe Shinzo đã nhiều lần gặp mặt nhau để cố gắng xây dựng mối quan hệ thân mật giữa hai nước (Fuhrmann, 2016). Lập luận chính giữa các nhà quan sát và bình luận viên là liệu mối quan hệ giữa Trung Quốc và Nhật Bản sẽ ổn định do các giao dịch song phương mạnh mẽ của họ hay mối quan hệ sẽ sụp đổ do sự ganh đua và thù hận lịch sử (Xing, 2011).
Ngày càng có nhiều sự ghét bỏ, thù hận và thù địch lẫn nhau giữa người Nhật và người Trung Quốc trong những năm gần đây. Theo một cuộc thăm dò của BBC World Service Poll năm 2014, 3% người Nhật xem ảnh hưởng của Trung Quốc tích cực, 73% bày tỏ quan điểm tiêu cực, là nhận thức tiêu cực nhất về Trung Quốc trên thế giới, còn 5% dân Trung Quốc xem ảnh hưởng của Nhật Bản tích cực, với 90% bày tỏ quan điểm tiêu cực, nhận thức tiêu cực nhất về Nhật Bản trên thế giới. Một cuộc khảo sát năm 2014 được thực hiện bởi Trung tâm nghiên cứu Pew cho thấy 85% người Nhật lo ngại rằng tranh chấp lãnh thổ giữa Trung Quốc và các nước láng giềng có thể dẫn đến một cuộc xung đột quân sự.
Bất chấp mâu thuẫn, Trung Quốc và Nhật Bản vẫn không ngừng cải thiện mối quan hệ của họ, với cả hai bên nhận xét rằng họ sẽ tập trung vào phát triển mối quan hệ lành mạnh, báo hiệu về một "khởi đầu mới". Cả hai quốc gia đã bắt đầu hợp tác trong nhiều lĩnh vực, bao gồm thúc đẩy thương mại toàn cầu và các hoạt động kinh tế của châu Á, bắt tay thực hiện Sáng kiến một vành đai một con đường, thiết lập hệ thống liên lạc hàng hải và hàng không để liên lạc tốt hơn, cũng như tổ chức một số cuộc họp và tham vấn cấp cao. Năm 2018, hai nước cam kết tăng cường hơn nữa mối quan hệ và chia sẻ một nền tảng chung về cuộc chiến tranh thương mại, với Shinzō Abe nói rằng "Nhật Bản quan hệ Trung Quốc đã chuyển động theo hướng cải tiến tuyệt vời".